# Myotis gomantongensis
Myotis gomantongensis es una especie de murciélago de la familia Vespertilionidae.

## Distribución geográfica
Se encuentra en Malasia.